# Roberto Lago
Roberto Lago Soto est un footballeur espagnol, né le 30 août 1985 à Vigo. Il évolue au poste d'arrière gauche à l'APOEL Nicosie.

## Palmarès
- Championnat de Chypre : 2017
- Coupe de Chypre Finaliste : 2017.

## Statistiques
| Saison    | Club            | Pays               | Championnat        | Coupes nationales | Coupes d'Europe | Espagne |
| --------- | --------------- | ------------------ | ------------------ | ----------------- | --------------- | ------- |
| 2003-2004 | Celta de Vigo B | Segunda Division B | 2 matchs           | -                 | -               | -       |
| 2004-2005 | Celta de Vigo B | Segunda Division B | 21 matchs / 2 buts | -                 | -               | -       |
| 2005-2006 | Celta de Vigo B | Segunda Division B | 32 matchs / 2 buts | -                 | -               | -       |
| 2006-2007 | Celta de Vigo B | Segunda Division B | 29 matchs          | -                 | -               | -       |
| 2007-2008 | Celta de Vigo   | Liga Adelante      | 33 matchs / 1 but  | ?                 | -               | -       |
| 2008-2009 | Celta de Vigo   | Liga Adelante      | 24 matchs          | 2 matchs / 1 but  | -               | -       |
| 2009-2010 | Celta de Vigo   | Liga Adelante      | 32 matchs / 1 but  | 4 matchs          | -               | -       |
| 2010-2011 | Celta de Vigo   | Liga Adelante      | 35 matchs / 3 buts | 2 matchs          | -               | -       |
| 2011-2012 | Celta de Vigo   | Liga Adelante      | 35 matchs / 1 but  | 3 matchs          | -               | -       |
| 2012-2013 | Celta de Vigo   | Liga BBVA          | 32 matchs          | 3 matchs / 1 but  | -               | -       |
| 2013-2014 | Getafe CF       | Liga BBVA          | -                  | -                 | -               | -       |

Dernière mise à jour le 25 mai 2013